# Felipe Chávez
Felipe Marlon Chávez Fischer (Aichach, 10 de abril del 2007) es un futbolista germano-peruano que juega como centrocampista y su equipo actual es el Bayern de Múnich de la Bundesliga de Alemania.

## Biografía

### Bayern de Múnich
De madre alemana y padre peruano, Chávez comenzó su carrera en la academia juvenil del F. C. Augsburgo, antes de pasar a la academia juvenil del Bayern de Múnich a la edad de doce años en 2019.
Entrenó con el primer equipo del Bayern en 2025, y fue convocado como suplente para dos amistosos en la pretemporada. Debutó en el once del equipo Bávaro en un enfrentamiento contra el Grasshopper Club Zúrich, jugando 61 minutos el 12 de agosto del mismo año.

## Selección peruana
En 2022, fue convocado a la selección alemana sub-15. Sin embargo, en marzo del año siguiente, eligió jugar por Perú y fue convocado a su equipo sub-17 para el Campeonato Sudamericano Sub-17 2023. Hizo dos apariciones en dos amistosos contra Ecuador, antes de hacer otras dos apariciones en el torneo. Actualmente juega en la categoría sub-20 del seleccionado inca. 